# Trichomorpha spinosa
Trichomorpha spinosa är en mångfotingart som beskrevs av Demange 1985. Trichomorpha spinosa ingår i släktet Trichomorpha och familjen Chelodesmidae. Inga underarter finns listade i Catalogue of Life.